# Softjerks
Unter dem Begriff Softjerks versteht man Gummiköder, die sehr gerne zum Fischen auf Hecht, Zander und Barsch verwendet werden. Sie haben eine lange schlanke Form und einen Doppelschwanz. Beim Fischen werden sie ruckartig geführt und verleiten Raubfische so zum Anbiss.